# Megaselia insons
Megaselia insons är en tvåvingeart som först beskrevs av William Lundbeck 1920.  Megaselia insons ingår i släktet Megaselia och familjen puckelflugor. Arten är reproducerande i Sverige. Inga underarter finns listade i Catalogue of Life.